# Veronika Khek Kubařová
Veronika Khek Kubařová (nacida el 1 de junio de 1987 en Rakovník) es una actriz checa. En diciembre de 2019, Khek Kubařová ganó la décima temporada de StarDance con su compañero profesional Dominik Vodička.

## Filmografía seleccionada

### Películas
- Rafťáci (2006)
- Ženy v pokušení (2010)
- Lidice (2011)
- 10 pravidel jak sbalit holku (2014)
- Bezva ženská na krku (2016)
- Ženy v běhu (2019)
- Modelář (2020)
- Jedině Tereza (2021)[3]
- Tajemství staré bambitky 2 (2022)[4]
- Vyšehrad: Fylm (2022)
- Přání k narozeninám (2022)[5]

### Series de televisión
- Mazalové (2014)
- Všechny moje lásky (2015)
- Na vodě (2016)
- Specialisté (2017)
- Zkáza Dejvického divadla (2019)